# Administratiegebouw Nederlands-Indische Spoorweg Maatschappij (Semarang)
Het administratiegebouw van de Nederlandsch-Indische Spoorweg Maatschappij (tegenwoordig ook wel Lawang Sewu) was het hoofdkantoor van de Nederlandsch-Indische Spoorweg Maatschappij (N.I.S.) in Semarang, Midden-Java, Indonesië. Het is eigendom van de nationale spoorwegmaatschappij Kereta Api Indonesia (KAI). Tegenwoordig wordt het gebouw gebruikt als een museum, beheerd door KAI Heritage Unit en KAI Wisata.

## Etymologie
Het gebouw heeft de bijnaam Lawang Sewu wat in het Javaans "(gebouw met) duizend deuren" betekent. Het ontwerp van het gebouw bevat ongeveer 1.000 ramen die zo hoog en groot zijn dat ze worden aangezien voor "deuren". Er zijn slechts 429 deuren in het gebouw.

## Geschiedenis
Het gebouw van de Nederlands-Indische Spoorweg Maatschappij werd ontworpen door de architect J.F. Klinkhamer en B.J. Ouëndag met assistentie van  C. Citroen. Deze firma was ook verantwoordelijk voor het ontwerp van de (veel kleinere) evenknie in Den Haag. De bouw begon in 1904 met gebouw A; dit kwam gereed in 1907. De bouw werd begeleid door D.W. Hinse die met de tekeningen uit Nederland naar Nederlands-Indië trok. De voltooiing van de rest van het gebouwencomplex volgde in 1919. Het gebouw huisvestte de administratie van de Nederlands-Indische Spoorweg Maatschappij; toen de Nederlands-Indische Spoorwegmaatschappij in augustus 1913 zijn gouden feest vierde was het gebouw schitterend verlicht.
Na de verovering en de daarop volgende Japanse bezetting door het Japanse leger van Nederlands-Indië werd het gebouw gebruikt door Japanse troepen. De kelder van gebouw B werd ingericht als een gevangenis, waar verschillende Nederlanders werden geëxecuteerd. Tijdens de slag bij Semarang, in oktober 1945, toen Semarang werd heroverd, werd de tunnel door de Nederlandse troepen gebruikt om in de stad te komen. Tijdens de gevechten kwamen veel Indonesische strijders maar ook vijf spoorwegemployées om.
Nadat Indonesië onafhankelijk was geworden werd het gebouw gebruikt door het  Indonesische leger en nog later door de PT Kereta Api, de Indonesische spoorwegmaatschappij. In 2009 bleek dat het gebouwencomplex in een deplorabele staat verkeerde.  Een journalist,  Simon Marcus Gower, beschreef het in The Jakarta Post als donker en duidelijk ziek. De eens zo witte muren waren vuil geworden, zwart door schimmels en verwaarlozing. Zij waren gebarsten, het behang was lang geleden al vergaan en de rode stenen eronder waren zichtbaar geworden. Schimmels en onkruid hadden het gebouw overgenomen en muizen en ratten waren nu de belangrijkste inwoners. Niet lang na deze treurige beschrijving werden er renovaties aan het gebouwencomplex verricht met als doel het voor toeristen aantrekkelijk te maken. De gouverneur van Centraal-Java, Bibit Waluyo, zond een groot aantal soldaten om te helpen met de verbouw aan het exterieur maar lokale bewoners waren teleurgesteld en zeiden dat het gebouw zijn oorspronkelijkheid had verloren. Op 5 juli 2011 werd het gebouwencomplex geopend door Ani Yudhoyono maar toen was nog slechts gebouw B toegankelijk voor toeristen.

## Beschrijving
Het gebouwencomplex, gelegen aan de Pemudastraat, bestaat uit verschillende aparte gebouwen: twee hoofdgebouwen, A en B, en twee kleinere, C en D genoemd en de torens kijken uit over de Tugu Muda rotonde. Deze twee torens maken deel uit van het A-gebouw en waren oorspronkelijk bedoeld voor de opslag van water. Iedere toren had een capaciteit van 7.000 liter. Zij hebben grote glas-in-loodramen, waarin afbeeldingen van Rotterdam, Den Haag en Amsterdam, en een grote centrale trap. Ooit was er een ondergrondse tunnel, die gebouw A met andere plaatsen in de stad verbond, onder meer met het huis van de gouverneur en met de haven. Gebouw B bevindt zich achter gebouw A en heeft drie verdiepingen; op de eerste twee verdiepingen bevonden zich kantoren en op de derde verdieping een balzaal. Het gebouw heeft grote hoge ramen en de keldervloer werd ooit deels onder water gehouden om het gebouw te koelen. Tegenover gebouw A staat een monument, opgericht ter herinnering aan vijf werknemers van de spoorwegmaatschappij, die tijdens de Politionele acties vermoord werden.
Er wordt gezegd dat het spookt in het gebouwencomplex en veel bezoekers hebben benadrukt deze geesten gezien te hebben. De rusteloze ziel van een Nederlandse, die zelfmoord zou hebben gepleegd, zou er ronddwalen, evenals de onthoofde geesten van door de Japanners geëxecuteerde gevangenen, die geen rust kunnen vinden. 
 In 2007 werd er een horrorfilm gemaakt, de wraak van Kuntilanak, die was gebaseerd op de spookverhalen. In dit verhaal werd een groep middelbarescholieren uit Jakarta in het complex opgesloten en opgeschrikt door de geest van een Nederlandse vrouw, van een man  met een metalen kogel aan een ketting om zijn been en door een gevaarlijke demoon.

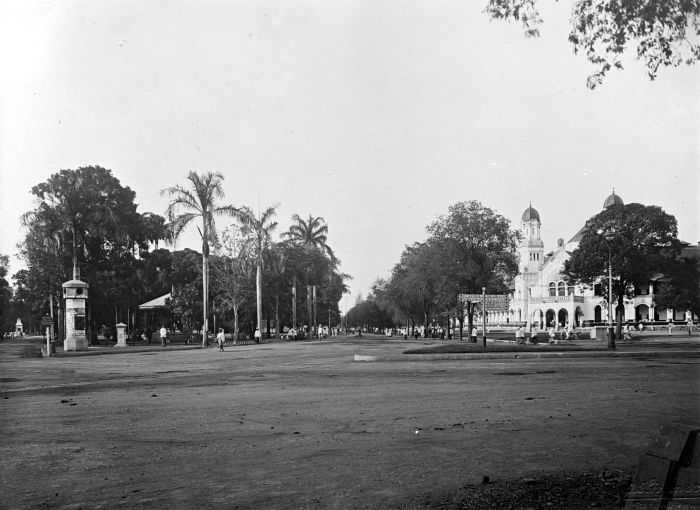
Impressie van de omgeving in de koloniale tijd
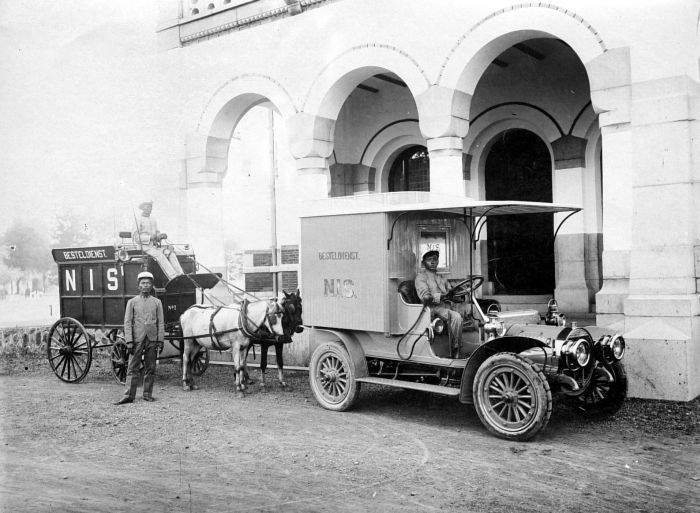
Activiteit bij het gebouw in de koloniale tijd
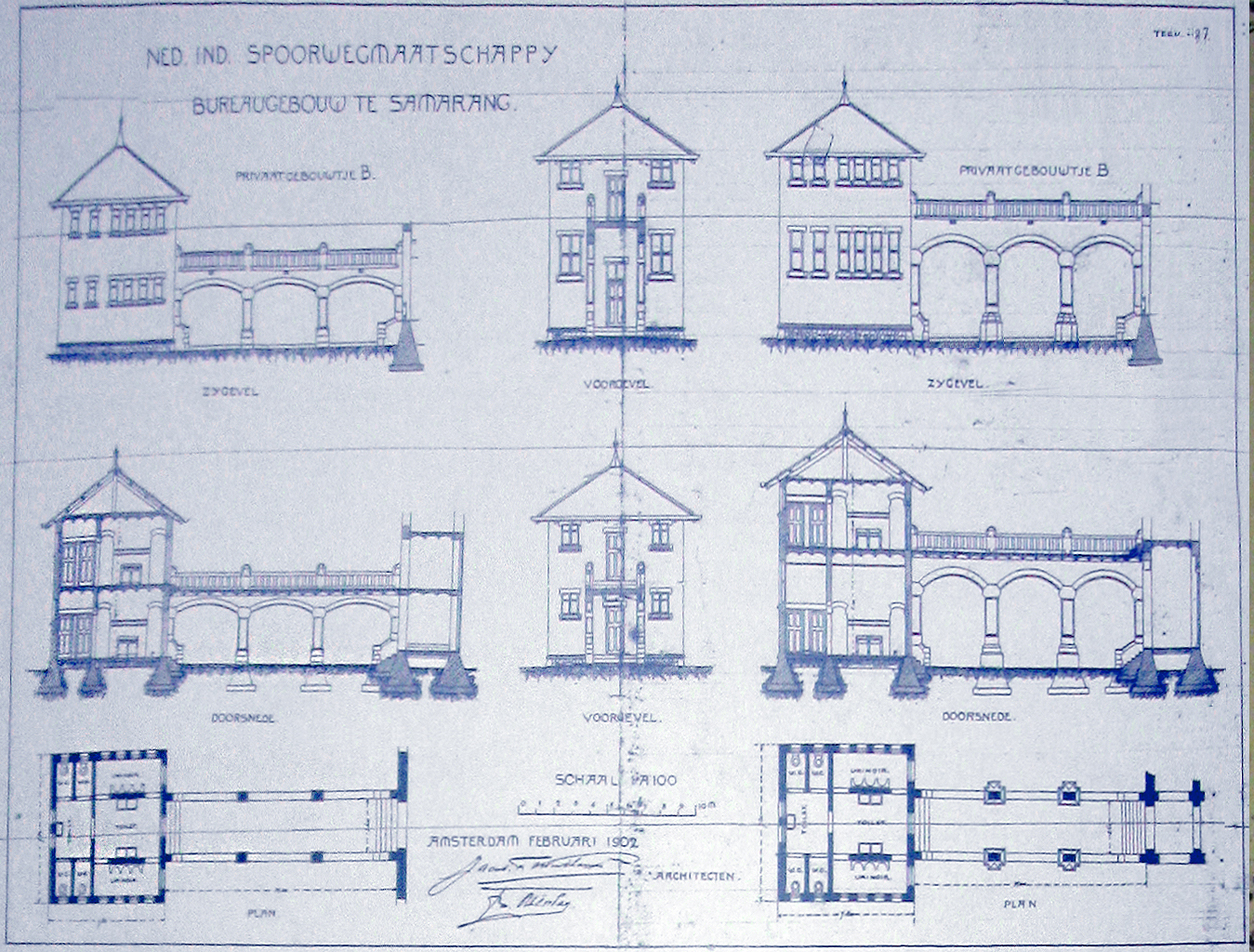
Bouwtekeningen van het gebouw
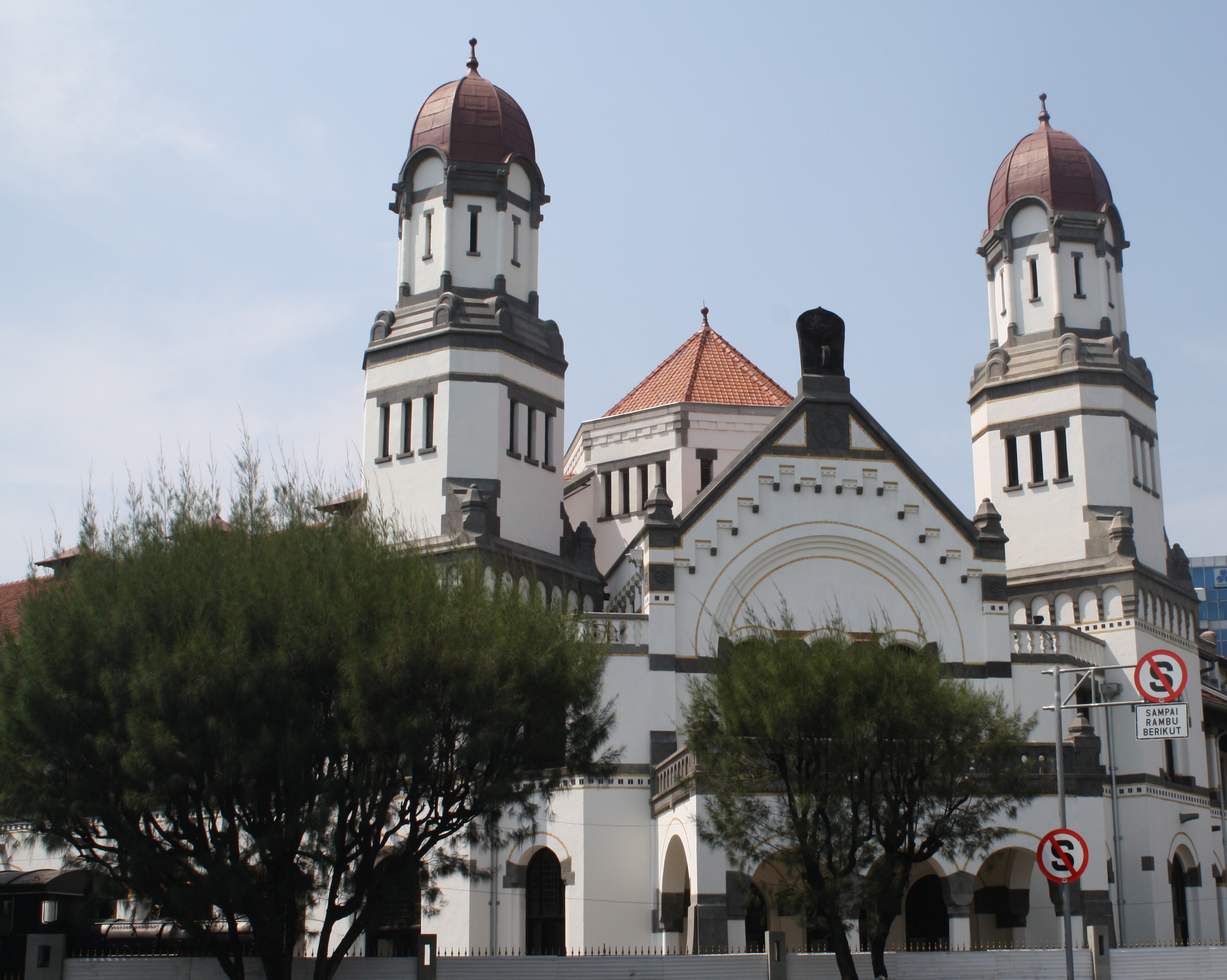
Het gebouw tegenwoordig
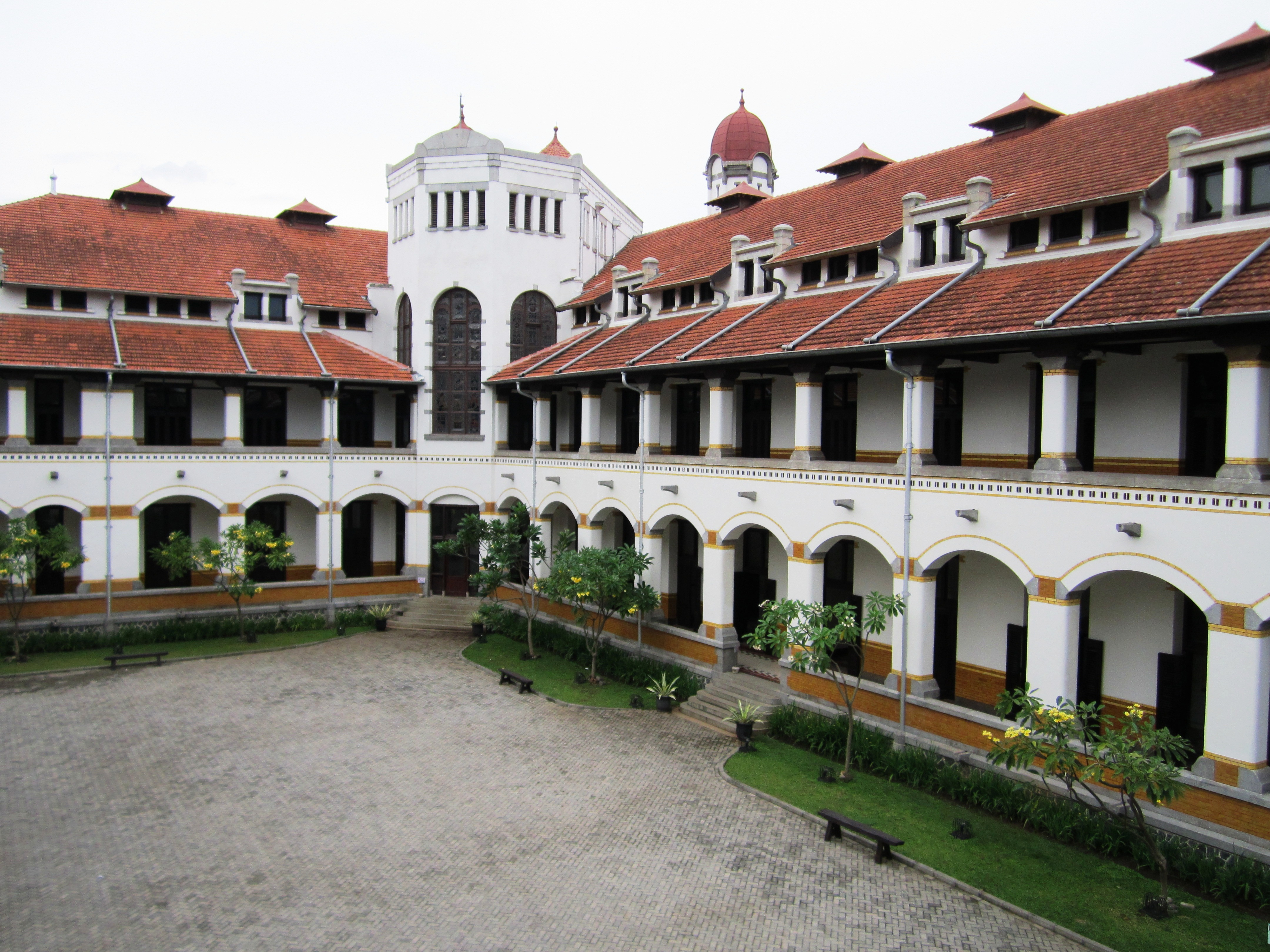
Achterkant in 2013
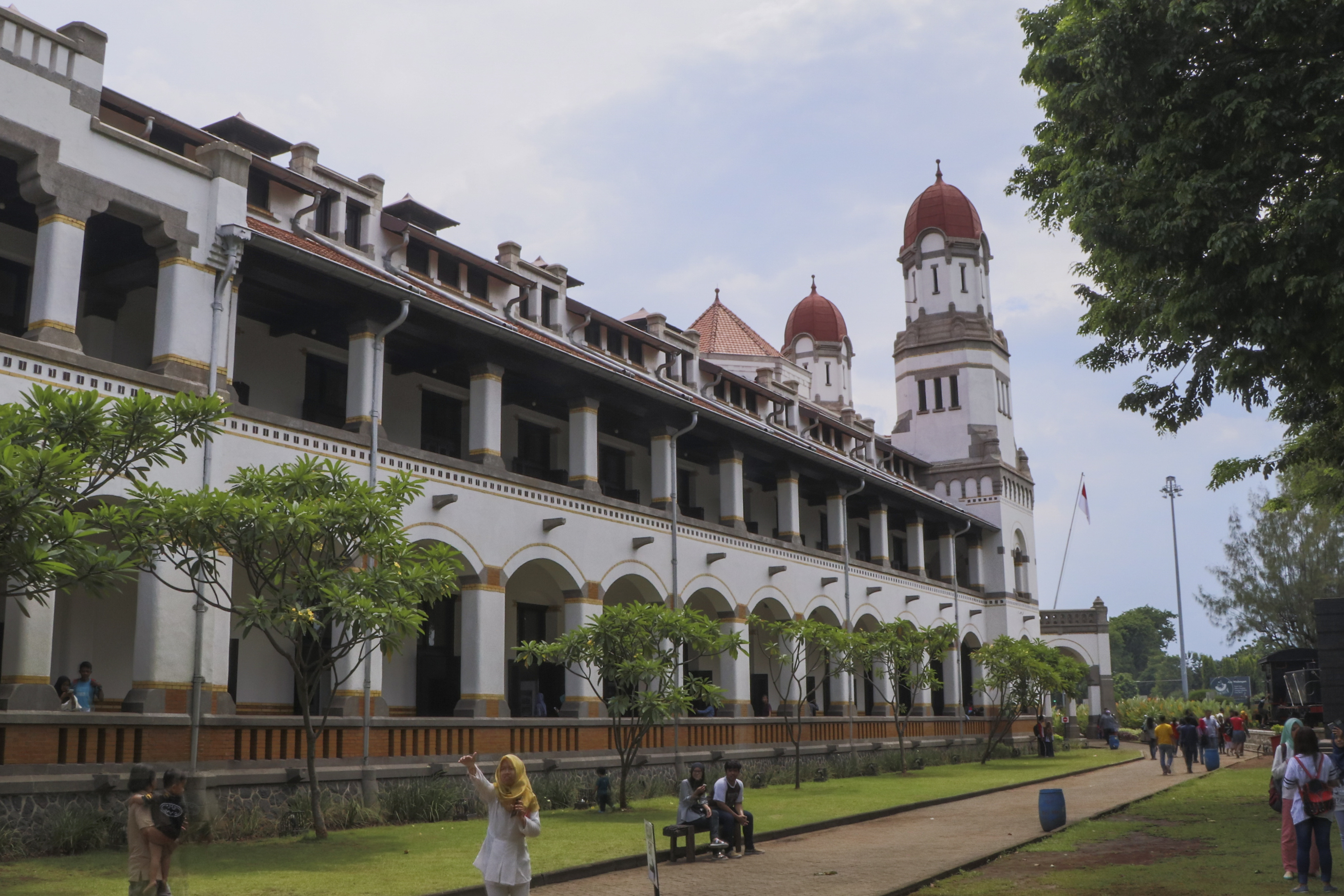
Zijkant in 2016